# Takunosuke Funakawa
Takunosuke Funakawa (船川 琢之介 Funakawa Takunosuke?, nacido el 11 de junio de 1996 en Akita) es un exfutbolista japonés. Jugaba de delantero y su único club fue el Blaublitz Akita de Japón.

## Trayectoria

### Clubes
| Club            | País  | Año         |
| --------------- | ----- | ----------- |
| Blaublitz Akita | Japón | 2015 - 2016 |

## Estadística de carrera

### J. League
| Club            | Año   | J. League | J. League | Copa J. League | Copa J. League | Total | Total |
| Club            | Año   | Part.     | Goles     | Part.          | Goles          | Part. | Goles |
| --------------- | ----- | --------- | --------- | -------------- | -------------- | ----- | ----- |
| Blaublitz Akita | 2015  | 2         | 0         | -              | -              | 2     | 0     |
| Blaublitz Akita | 2016  | 1         | 0         | -              | -              | 1     | 0     |
| Total           | Total | 3         | 0         | 0              | 0              | 3     | 0     |